# Blood lust (álbum de Uncle acid and the deadbeats)
Blood Lust é um álbum de estúdio da banda britânica Uncle Acid and the Deadbeats. Foi lançado em 2011 pela Rise Above Records

## Crítica
| Críticas profissionais | Críticas profissionais |
| Avaliações da crítica  | Avaliações da crítica  |
| Fonte                  | Avaliação              |
| ---------------------- | ---------------------- |
| AllMusic               | 4.5 de 5 estrelas.     |

O crítico Eduardo Rivadavia (Allmusic) foi positivo em sua avaliação do álbum, afirmando que "nada disso é exatamente inovador, [...] mas o Uncle Acid & the Deadbeats o faz funcionar com base em suas convicções sobre esse período peculiar e sua música. provando mais uma vez que grandes canções sempre transcenderão os blocos de construção mais reciclados"

## Faixas
| 1. | "I'll Cut You Down"     | 5:01 |
| 2. | "Death's Door"          | 7:15 |
| 3. | "Over and Over Again"   | 3:20 |
| 4. | "Curse in the Trees"    | 4:38 |
| 5. | "I'm Here to Kill You"  | 3:40 |
| 6. | "13 Candles"            | 6:58 |
| 7. | "Ritual Knife"          | 4:43 |
| 8. | "Withered Hand of Evil" | 6:14 |
| 9. | "Down to the Fire"      | 5:28 |